# Списак рудника
Ова листа рудника представља листу спискова која садржи линкове ка листама које су повезане са рудницима. 

## По производњи
Ова листа рудника представља списак рудника по производњи, односно према врсти руде која се експлоатише.
- Листа рудника дијаманта
- Списак рудника злата
- Списак рудника гвожђа
- Списак рудника молибдена
- Списак рудника уранијума
- Списак рудника магнетита

## Африка
Ова листа представља списак рудника на целокупној територији Африке, као и неких од њених држава: Ангола, Боцвана и Јужна Африка.
- Списак рудника у Африци
  - Списак рудника у Анголи
  - Списак рудника у Боцвани
  - Списак рудника у Јужној Африци

## Северна Америка
Ова листа представља списак рудника на територији Северне Америке. Списак је подељен на два дела, односно на списак рудника у Канади и списак рудника у Сједињеним Америчким државама.

### Канада
- Угаљ
- Злато

### Списак рудника у Канади
| - Листа рудника у Алберти - Листа рудника у Британској Колумбији - Листа рудника у Манитоби - Листа рудника у Њу Брунсвику | - Листа рудника у Њуфаудленду и Лабрадору - Листа рудника на територији Нортвеста - Листа рудника у Новој Шкотској | - Листа рудника у Нунавуту - Листа рудника у Онтарију - Листа рудника на Острву Принца Едварда | - Листа рудника у Квебеку - Листа рудника у Саскачивану - Листа рудника у Јукону |

### Сједињене Америчке државе
- Пописи рудника у Сједињеним Државама
- Листе рудника бакра у Сједињеним Државама
- Списак рудника злата у Сједињеним Државама
- Списак активних рудника злата у Невади

## Аустралија и Океанија
Ова листа представља списак рудника на територији Аустралије и Океаније.
- Списак рудника у Аустралији
  - Списак активних рудника злата у Западној Аустралији
  - Списак рудника гвожђа у Западној Аустралији

## Јужна Америка
Ова листа представља списак рудника на територији Јужне Америке, односно у земљама: Боливија, Чиле, Перу и Бразил.
- Списак рудника у Боливији
- Списак рудника у Чилеу
- Списак рудника у Перуу
- Списак рудника у Бразилу

## Европа
Ова листа представља списак рудника на територији Европе, односно списак рудника по државама: Србија, Немачка, Норвешка, Пољска, Португал, европски дио Русије и Уједињено Краљевство.
- Листа рудника у Србији
- Листа рудника у Немачкој
- Листа рудника у Норвешкој
- Списак рудника у Пољској
- Списак рудника у Португалу
- Списак рудника у Русији
- Списак рудника у Уједињеном Краљевству
- Листа рудника у Украјини

## Азија
Ова листа представља списак рудника на територији Азије, односно списак рудника по државама: Јапан, Кина, Индија, Индонезија, Кореја и Пакистан.
- Листе рудника у Азији
  - Листа рудника у Јапану
    - Списак рудника злата у Јапану
    - Списак рудника угља у Јапану

  - Списак рудника у Кини
  - Списак рудника у Индији
  - Списак рудника у Индонезији
  - Списак рудника у Кореји
  - Списак рудника у Пакистану